# Mönchsfisch
Der Mönchsfisch (Chromis chromis) ist eine der am häufigsten vorkommenden Fischarten und war vor dem Bau des Sueskanals (Lessepssche Migration) die einzige Art der Riffbarsche (Pomacentridae) im Mittelmeer. Es handelt sich hierbei um einen kleinen Fisch (typischerweise <15 cm), der in lockeren Schwärmen im Freiwasser über Felsriffen oder über Seegraswiesen in Tiefen von 3-35 m zu finden ist. Die Lebenserwartung liegt bei maximal 9 Jahren.

## Aussehen und Merkmale
Der Mönchsfisch erreicht eine Länge von 134 mm und ein Gewicht von bis zu 40 g. Er hat eine durchgehende Rückenflosse (Dorsalis), die im vorderen Teil mit 14 Hartstrahlen besetzt ist, gefolgt von 9-11 Weichstrahlen. Die Analflosse (Analis) weist 2 Hartstrahlen und ebenfalls 9-11 Weichstrahlen auf. Die paarigen Brustflossen (Pectoralia) sind kurz, das bedeutet, dass die maximale Länge zwei Drittel vom Ansatz zur Basis der Schwanzflosse ist. Die Bauchflossen (Ventralia) sind ebenfalls paarig angelegt und sind brustständig, ihr Ansatz liegt unter dem Ansatz der Brustflossen.
Adulte Tiere sind meist kastanienbraun bis blauschwarz gefärbt, dabei ist die Pigmentierung am Rand der Schuppen verdichtet und dunkler, wodurch eine leichte Längsstreifung entsteht. Bauch- und Brustflossen sind nahezu transparent. Die Schwanzflosse (Caudalis) beinhaltet eine annähernd pigmentfreie Stelle in Form eines Dreiecks, welches mittig liegt und bis zur Flossenbasis reicht. Aufgrund dessen erscheint die Schwanzflosse sehr schmal und langgezogen, wodurch C. chromis aus einiger Entfernung gut identifizierbar ist. Diese Färbung wird auch Tagfärbung genannt.
Der Mönchsfisch kann eine Nachtfärbung einnehmen, diese zeichnet sich durch eine violett‑graue Färbung des Körpers und der Flossen aus. Die Längsstreifung sowie die Musterungen gehen verloren. Ausschließlich die Schwanzflosse bleibt dunkel. Diese Färbung kommt vor allem bei den Freiwasserschläfern vor. Die Versteckschläfer und die Territorialinhaber bleiben meist in ihrer Tagfärbung – auch bei Nacht. Im Gegensatz dazu, verharren im Winter die meisten Mönchsfische den ganzen Tag in der hellen Nachtfärbung. Das ist vorrangig auf die schlechten Licht- und Sichtverhältnisse zurückzuführen.
Des Weiteren gibt es eine sogenannte kryptische Färbung. Diese zeichnet sich durch dunkle graubraune Querbänder auf dem restlichen hellen Körper aus. Diese Tarnfärbung ist allerdings nur sehr selten anzutreffen.
Die territorialen Männchen können eine Balzfärbung einnehmen, müssen es aber nicht. Diese Färbung besitzt eine beinahe schwarze, blauschimmernde Grundfärbung. Während sich die Ränder der Unpaarflossen (Rücken- und Analflosse) mit einem leuchtend blauen Saum, eine Reihe an kleinen Punkten, abheben. Die Bauch- und Brustflossen weisen eine helle weißliche Färbung auf.
Die heranwachsenden Jungfische haben alle eine dunkelbraune, blauschwarze Grundfärbung, auf der sich leuchtend blaue Muster abheben. Im frühesten Stadium überzieht diese Musterung noch den ganzen Körper, wird jedoch mit zunehmender Größe geringer. Bei den ältesten Jungfischen reduziert sich die Musterung auf ein kleines leuchtendes V auf der Stirn. Alle Jungfische, unabhängig von der Größe, können die Farbmuster verschwinden lassen, sobald sie sich vom Substrat entfernen.

## Verbreitungsgebiet und Lebensraum

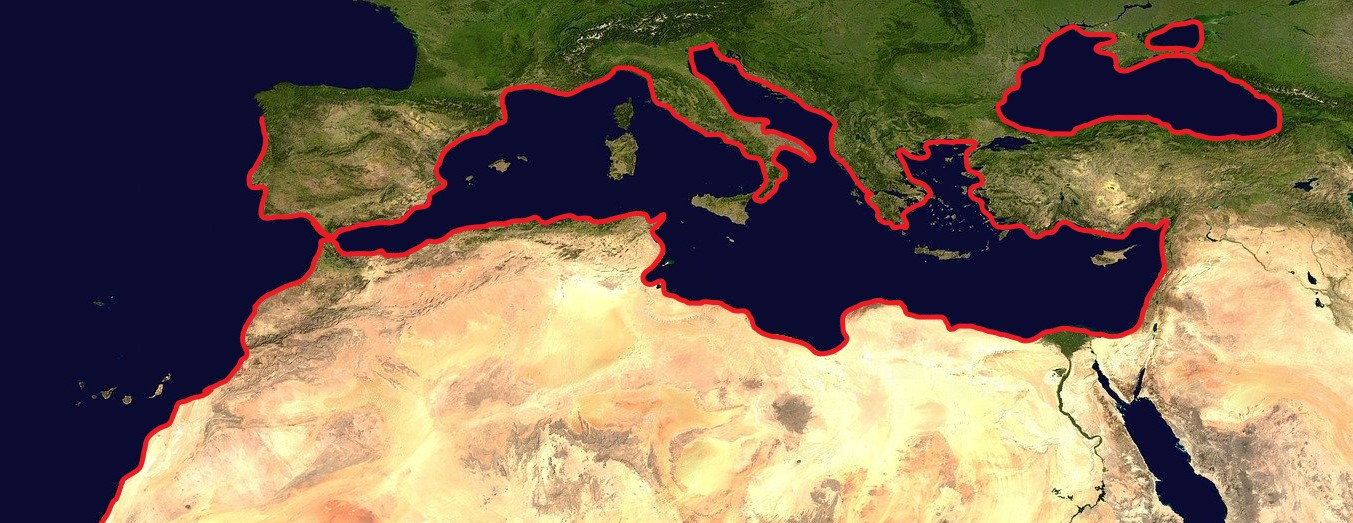
Verbreitungsgebiet von Chromis chromis.

Das Verbreitungsgebiet des Mönchsfischs erstreckt sich über das Mittelmeer, das Schwarze Meer und das Asowsche Meer. Die Verbreitungsgrenze liegt an den atlantischen Küsten vor der Straße von Gibraltar.

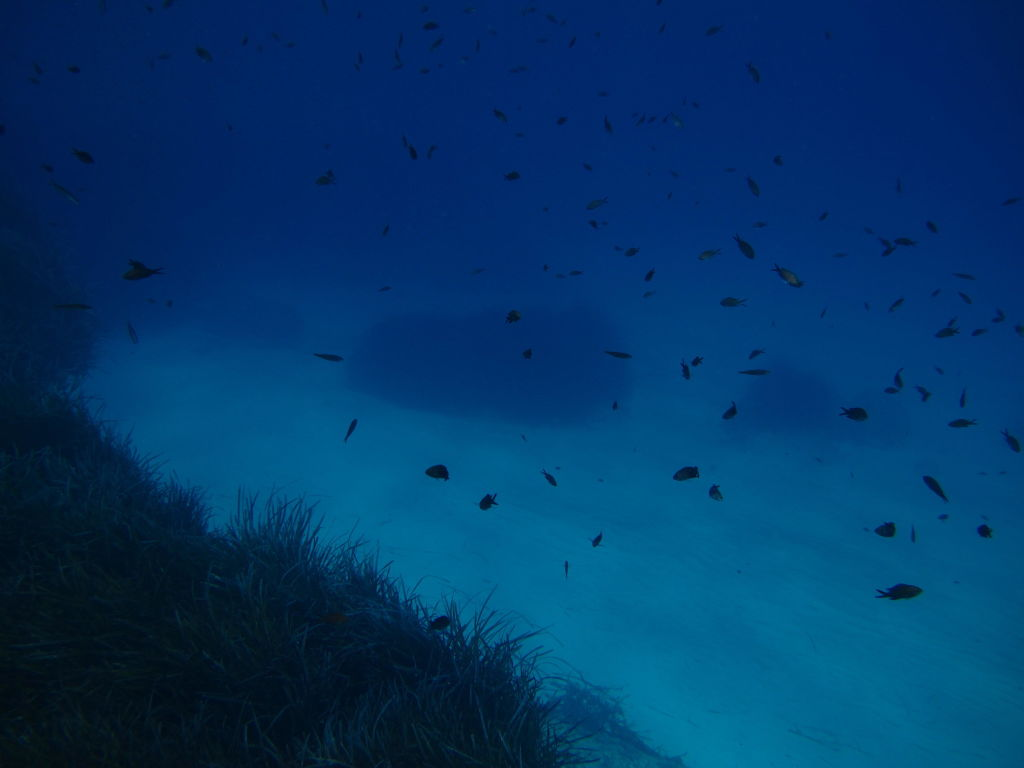
Lockerer Schwarm von Chromis chromis.

C. chromis hält sich tagsüber im Freiwasser in Gruppen einige Meter über Felsriffen oder Seegraswiesen (Posidonia sp.) auf. Anzutreffen sind die Fische in einer Tiefe von 3‑35 m, teilweise auch tiefer, dabei liegt das Hauptverbreitungsgebiet zwischen 10‑25 m. Im Sommer mit guten Sichtverhältnissen sind die Fressaggregate bis zu 20 m über dem Substrat aufzufinden, während sie im Winter bei schlechten Sichtverhältnissen in Bodennähe bleiben.
Für den Lebensraum spielen vor allem drei Faktoren eine wichtige Rolle. Dieser sollte ein gutes Angebot an Unterschlupfmöglichkeiten bieten, möglichst strömungsreich sein und ein gutes Nahrungsangebot aufweisen. Bevorzugt besiedelt werden deshalb große, strömungsreiche Felsriffe, die bewachsen und stark strukturiert sind. Dort können übergroße Populationen angetroffen werden, die abends teilweise in benachbarte Seegraswiesen abwandern müssen, aufgrund von Versteck- und Schlafplatzmangel. Unattraktivere Gebiete sind beispielsweise weite Seegraswiesen oder unstrukturierte Sandflächen. Seegraswiesen weisen nahezu unbegrenzte Versteckmöglichkeiten auf, sind allerdings sehr wenig strukturiert und meist vor Strömungen geschützt. Dennoch reichen in wenig bevorzugten Flächen einige Felsblöcke aus, um kleinere Populationen anzulocken. Die Populationen beinhalten dabei nur so viele Individuen, wie es an Unterschlupfmöglichkeiten für die Nacht gibt.
Generell kommen Wanderungen über größere Distanzen ohne Versteckmöglichkeiten nur selten vor, da sie große Risiken mit sich bringen. Damit ist C. chromis eine sehr substratgebundene Art.

## Ernährung
Mönchsfische sind selektive Planktonschnapper und verbringen den ganzen Tag mit Nahrungssuche. Dafür befinden sie sich in einer lockeren Formation („Fresswolke“), die bevorzugt in Turbulenzzonen von Felsriffen oder Blöcken steht. Bei anderer Beschaffenheit des Substrates entstehen möglicherweise langgezogene „Fressbalken“. Diese Formationen können unterschiedlich viele Individuen beinhalten, von einigen wenigen bis hin zu Tausenden. Über synchrone Schwimmbewegungen der Brustflossen verbleiben die Tiere in den jeweiligen Formationen. Fressaggregate können bis auf 1 m unter der Wasseroberfläche vorkommen, wobei sich die Entfernung vom Substrat nach den Sichtverhältnissen richtet. Dies wird vor allem im Winter sichtbar, da die Aggregate dann nur noch auf 2‑3 m über das Substrat aufsteigen. Sobald die Wassertemperaturen zu stark absinken (auf 7-9 °C), sind die Tiere überwiegend immobilisiert und die Nahrungsaufnahme wird eingestellt.
Ansonsten richtet sich die Fressbereitschaft nach dem Planktonangebot und auch nach der Strömungsstärke. Die verschiedenen Größenklassen halten sich in meist getrennten Verbänden auf, die je nach Größe in unterschiedlichen Entfernungen zum Fressen aufsteigen. Die maximale Entfernung vom Substrat steigt mit zunehmender Körpergröße an.
Die Nahrung besteht hauptsächlich aus Zooplankton, dessen größten Anteil mit 50 % Copepoden ausmachen. Des Weiteren werden Salpen, Appendikularien, Nauplien und Fischeier gefressen, diese allerdings mit einem sehr geringen Anteil. Die pflanzliche Nahrung beschränkt sich mit 2,5 % auf Algen.

## Fortpflanzung

### Paarungsverhalten
C. chromis weist eine monomorphe (gleich gestaltete) Getrenntgeschlechtlichkeit auf. Die Fortpflanzungssaison erstreckt sich von Juni bis September. Dabei versuchen die Männchen mit möglichst vielen Weibchen ablaichen zu können. Anschließend passen die Männchen auf ihr Gelege auf, bis die Larven schlüpfen. In einer Saison werden mehrere Zyklen durchlaufen, in denen die Männchen immer neue Territorien aufbauen. Ein Zyklus kann zwischen 5 und 8 Tagen andauern. Adulte Männchen errichten in jeder Saison zwischen 6 und 8 eigenständige, kurzzeitige Territorien, die gruppenweise angelegt werden. In großen Populationen sind bis zu mehreren tausend Männchen daran beteiligt. Diese schwimmen zunächst für einige Stunden in ihrem Gebiet umher und bestimmen dann ein geeignetes Laichfeld. Zu Beginn werden mögliche Territorien friedlich besiedelt, doch schon nach einigen Minuten starten territoriale Auseinandersetzungen. Diese Streitereien finden vor allem bei den kleinen Männchen (zwischen 60,5 und 83 mm) statt, während die großen Männchen (zwischen 83,5 und 134 mm) sehr ruhige und dominante Territorieninhaber sind und sich kaum an den Auseinandersetzungen beteiligen. Der Gelegeort wird von den Männchen gereinigt, indem sie durch Zupfen Posidonienblätter und Algenbüschel vom Substrat entfernen und Steine sowie kleine Gehäuseschnecken mit dem Maul wegtragen. Freier Aufwuchs und Sedimentauflagen werden schließlich durch Körperschlagen und Zittern abgetragen. Diese Errichtung eines Laichfeldes ist zu jeder Tageszeit möglich, beginnt meist aber vormittags und erstreckt sich bis in den Abend.
Sobald die ersten Signal- und Flattersprünge der Männchen gezeigt werden, kommen manche der Weibchen aus den Fressaggregaten aus dem Freiwasser herunter und verharren zunächst in einer Weibchenschicht in 1‑2 m Höhe über den Territorien. Dann beginnen die Weibchen sich bei den Männchen ihrer Wahl anzubieten, mit dem Ziel in das Territorium eingelassen zu werden. Dies wird hauptsächlich von den kleineren Weibchen praktiziert. Die größeren und erfahrenen Weibchen warten über einem Territorium des passenden Männchens auf einen ruhigen Moment, um dann direkt ins Territorium zu schwimmen. Im Territorium erfolgt die Eiablage, die ungestört bis zu 10 Minuten dauern kann, wenn das Weibchen vom Männchen nicht vertrieben wird. Das Männchen schirmt das Weibchen währenddessen ab und vertreibt Nachbarn und andere aufdringliche Weibchen. Kommt während der Eiablage ein weiteres Weibchen dazu, werden meist direkt beide vertrieben. Nach Eiablage werden diese nach Möglichkeit sofort vom Männchen besamt. Die Eier werden dann mit Frischwasser befächelt und oft bieten sich dann schon die nächsten Weibchen an, wodurch die Männchen mehrere Gelege verschiedener Weibchen in ihren Territorien haben. Bieten sich keine Weibchen zum Ablaichen an, wirbt das Männchen mit Flattern und Signalsprüngen. Am nächsten Morgen beginnen die Männchen ebenfalls wieder zu werben und der ganze Tag dient der Eiablage. Am zweiten Tag sind spätestens alle Territoriumsgrenzen deutlich festgelegt.
Die weitere Abfolge ist nun abhängig von den Weibchen in einer Population, je nachdem ob diese noch laichfähig sind oder weitere Eier erst reifen müssen. Wenn am dritten Tag noch laichwillige Weibchen vorhanden sind, dauert das Ablaichen einen weiteren Tag an. Sobald kaum oder keine Weibchen mehr zum Ablaichen kommen, wird das Balzverhalten eingestellt und die Pflegephase der Gelege beginnt.
Mönchsfische können das Geschlecht ihrer eigenen Artgenossen anhand äußerlicher Merkmale nicht unterscheiden. Das machen sich einige der kleinen, geschlechtsreifen Männchen ohne Territorium zunutze und tricksen andere Territorieninhaber aus, um die Eier selbst zu besamen. Nicht selten sind die Besamungsraten von Kleptogamen höher als die der Territorieninhaber. Dabei gibt es zwei unterschiedliche Strategien der kleptogamen Männchen.
Die „Flitzer“ versuchen schnell zu einem ablaichenden Weibchen zu gelangen und dessen Eier zu besamen. Dann flüchten sie sofort, bevor der Territorialinhaber überhaupt reagieren kann. Bei „Pseudoweibchen“ handelt es sich um Männchen, die sich bei Territorieninhabern als Weibchen präsentieren, um dann die Eier im Gelege nochmals zu besamen. Dabei bleibt es ungewiss, wie erfolgreich die nachträgliche Besamung ist.
In den Laichfeldern wird es in dieser Phase sehr chaotisch, da um jeden Besamungserfolg gekämpft wird.

### Brutpflege
Die Gelege werden von den Territorieninhaber am ersten Tag eines Laichzyklus bezittert (zittern des ganzen Körpers mit Bauchkontakt zum Gelege) und im weiteren Verlauf hauptsächlich befächelt (heftiges Schlagen mit den Brustflossen). Dies wird auch während den Nächten praktiziert, weshalb Männchen in dieser Zeit nicht schlafen. Dauerte das Ablaichen mehrere Tage, werden die Eier vom Männchen in alte und neue Gelegebereiche eingeteilt und demnach bezittert oder befächelt. Unbefruchtete oder tote Eier werden herausgezupft und Laichräuber wie Labriden und Spariden werden verjagt.
Die Männchen nehmen während der Balz und vor allem zu Beginn der Brutpflege kaum Nahrung auf. Mit fortschreitendem Verlauf einer Pflegedauer entfernen sich die Männchen allerdings immer weiter und öfter von ihrem Gelege, um Nahrung aufzunehmen. Diese Fressphasen werden ebenfalls mit fortgeschrittener Pflegedauer länger, sodass sie bei gutem Planktonangebot über eine Minute vom Gelege entfernt bleiben. Allerdings gehen sie zwischendurch immer zurück, um die Eier zu befächeln. Je nach Wassertemperatur schlüpfen die Larven nach 3-4 Tagen, allerdings immer zusammen zwischen 22 und 24 Uhr, wenn keine planktivoren Fische mehr aktiv sind. Diese Uhrzeit ist unabhängig von der Tageszeit, an denen die Eier gelegt wurden. Die frisch geschlüpften Larven werden mit der Strömung abgetrieben. Die Männchen geben ihre Territorien am Morgen auf, nach dem die letzten Larven geschlüpft sind.
Sie kehren dann in die Fressaggregate im Freiwasser zurück. In der Hauptfortpflanzungssaison können die Pausen zwischen Zyklen lediglich 1-2 Tage betragen, somit versuchen die Männchen in dieser kurzen Zeit so viel wie möglich an Nahrung zu sich zu nehmen.

## Feinde
Die Prädatoren der subadulten und adulten Tiere sind tagaktive Litoralfische und dämmerungs- und nachtaktive Räuber. Feindliche Litoralfische sind beispielsweise die Bernsteinmakrele (Seriola dumerili), die Gemeine Meerbrasse (Sparus pagrus), der Zahnbrassen (Dentex dentex), der Europäische Wolfsbarsch (Dicentrarchus labrax) und der Braune Zackenbarsch (Epinephelus guaza). Weitere potentielle Fressfeinde sind die Mittelmeermuräne (Murena helena), der Meeraal (Conger conger), der Dunkle Gabeldorsch (Phycis phycis), Phycis blennoides, der Gewöhnliche Krake (Octopus vulgaris) und die Sepia (Sepia officinalis).

## Taxonomie und Systematik
Die Erstbeschreibung des Mönchsfischs erfolgte 1758 durch Carl von Linné in seiner Systema Naturae unter der Bezeichnung Sparus chromis. Die Gattung Chromis mit dem Mönchsfisch als Typusart, wurde im Jahr 1814 durch den französischen Zoologen Georges Cuvier eingeführt. Zu ihr gehören heute über 100 Arten. Synonyme von Chromis chromis sind: Sparus chromis Linnaeus, 1758, Heliastes chromis Linnaeus, 1758, Chromis castanea Cuvier, 1814, Heliastes castanea Cuvier, 1814 und Chromis mediteranea Cloquet, 1817.

## Verwendung und Gefährdung
Aufgrund der kleinen Größe wird C. chromis nur selten im kommerziellen Fischfang gefangen. Teilweise wird er als Köder verwendet, um größere Fische wie C. conger und D. dentex zu fangen.
Nach der Einstufung im Jahr 2010 gilt die Art als nicht gefährdet (LC: least concern,).